# Johansonia pandani
Johansonia pandani är en svampart som beskrevs av E. Müll. 1954. Johansonia pandani ingår i släktet Johansonia och familjen Saccardiaceae.   Inga underarter finns listade i Catalogue of Life.